# Leucania nohirae
Leucania nohirae là một loài bướm đêm trong họ Noctuidae.